# حكومة رشيد صفر
حكومة رشيد صفر هي حكومة تونسية ترأسها رشيد صفر. عينت الحكومة في 8 يوليو 1986 وأتمت مهامها في 2 أكتوبر 1987، تاريخ تعيين حكومة زين العابدين بن علي الجديدة.

الحكومة السابقة وهي حكومة محمد مزالي، وقع تغييرها لتقاربها مع الإسلاميين ( حركة الاتجاه الإسلامي).

## التركيبة الأولى للحكومة
تكونت الحكومة في 8 يوليو 1986 برئاسة محمد مزالي، وتكونت من 12 وزيرا وكاتب دولة واحد.

### الوزراء
| الصورة | الحقيبة الوزارية                     | الاسم               | الحزب | الحزب                    |
| ------ | ------------------------------------ | ------------------- | ----- | ------------------------ |
|        | الوزير الأول                         | رشيد صفر            |       | الحزب الاشتراكي الدستوري |
|        | وزير مدير مكتب الرئاسة               | منصور السخيري       |       | الحزب الاشتراكي الدستوري |
|        | وزير الشؤون الخارجية                 | الباجي قائد السبسي  |       | الحزب الاشتراكي الدستوري |
|        | وزير الداخلية                        | زين العابدين بن علي |       | الحزب الاشتراكي الدستوري |
|        | وزير الدفاع الوطني                   | صلاح الدين بالي     |       | الحزب الاشتراكي الدستوري |
|        | وزير المالية                         | إسماعيل خليل        |       | الحزب الاشتراكي الدستوري |
|        | وزير التربية الوطنية والتعليم العالي | عمر الشاذلي         |       | الحزب الاشتراكي الدستوري |
|        | وزير الصحة العمومية                  | سعاد اليعقوبي       |       | الحزب الاشتراكي الدستوري |
|        | وزير الثقافة والإعلام                | زكريا بن مصطفى      |       | الحزب الاشتراكي الدستوري |
|        | وزير التجهيز                         | محمد الصياح         |       | الحزب الاشتراكي الدستوري |
|        | وزير النقل والاتصالات                | محمد كريم           |       | الحزب الاشتراكي الدستوري |
|        | وزير الشباب والرياضة                 | حامد القروي         |       | الحزب الاشتراكي الدستوري |